# Bill Budge
Bill Budge (né le 11 août 1954) est un développeur et concepteur de jeux vidéo retraité américain. Il est principalement connu pour avoir créé les jeux Raster Blaster (1981) et Pinball Construction Set (1983) sur Apple II.

## Premiers jeux
Budge affirme qu'il devint intéressé par les ordinateurs alors qu'il étudiait pour obtenir un Doctorat à UC Berkeley. Il acheta un Apple II et commença à écrire des jeux. Il apprécia tellement cette activité qu'il décrocha  de l'école et devint un développeur de jeux. Le premier jeu de Budge fut un clone de Pong, intitulé Penny Arcade, qu'il a développé en utilisant ses propres routines graphiques personnalisées. Il échangea le jeu complet à Apple Computer contre une imprimante Centronics. California Pacific publia une collection de quatre des jeux Apple II de Budge en 1980 intitulée Bill Budge's Space Album.
En 1981, sa réputation était telle que BYTE écrivit dans sa critique pour Tranquility Base, un clone de Lunar Lander, que « des graphismes d'une excellence constance sont une marque de commerce pour les jeux de Bill Budge ». Budge commercialisait ses jeux avec un vendeur de disquettes qui se déplaçait de magasin en magasin; lui et le vendeur acceptèrent de séparer en parts égales les profits de la vente de ses jeux. Budge fut choqué lorsqu'il reçut son premier chèque, d'une valeur de 7 000 dollars américains.
Budge n'aime pas jouer aux jeux vidéo, et décrivit le fait de devoir jouer au flipper pendant des mois tout en développant Pinball Construction Set comme étant de la « pure torture ». Il aimait plus écrire des bibliothèques graphiques rapides pour des développeurs. Budge dit « Je n'étais pas si intéressé à l'idée de jouer ou à concevoir des jeux. Mon véritable amour était dans l'écriture de code infographique rapide. Il m'est venu à l'esprit que créer des outils pour les autres pour faire des jeux était un moyen pour moi de m'induire à mon intérêt dans la programmation sans avoir à faire des jeux. » et « La manière dont j'ai commencé fut sans essayer de faire quoi que ce soit d'original. Je voulais apprendre à écrire des jeux vidéos. Je... suis juste allé dans des salles d'arcade et copié les jeux que j'y ai vus. »
Il créa le 3-D Game Tool, un programme permettant la création rudimentaire d'images filaires sur l'Apple II et qui peuvent être utilisées dans des jeux ou autres applications. Il fut publié en 1981 par California Pacific.

## Raster Blasteret BudgeCo
Budge devint intéressé pour la première fois à l'écriture d'un jeu de flipper alors qu'il travaillait chez Apple en 1981. Il y avait une folie du flipper parmi les ingénieurs là-bas et il lui est venu à l'esprit que créer un jeu de flipper serait un défi de programmation amusant. C'est à ce moment-ci qu'il écrivit Raster Blaster pour l'Apple II. Des éléments comme la physique et la détection de collision furent difficiles à programmer sur le processeur 6502 d'1 MHZ de l'Apple II.
Budge fonda sa propre compagnie, BudgeCo, pour distribuer Raster Blaster. Il réalisa qu'il pouvait faire ce que les grands distributeurs faisaient: mettre les jeux dans leur emballage (des sacs à zip Ziploc) et les livrer à des magasins de logiciels. Budge et sa sœur, qui gérait également la comptabilité, assemblaient les emballages de jeu dans l'une des pièces de la maison de Bill et les livraient à des magasins locaux de logiciels.

## Pinball Construction Set
Après Raster Blaster, il fit Pinball Construction Set, un outil plus général qui permet à son utilisateur de créer des tables de flipper arbitraires et de savoir comment les composantes sont reliées ensemble. Le projet lui demanda d'écrire un mini programme de peinture, un mini éditeur de son, et des systèmes de sauvegarde et de chargement. Il avait déjà certains éléments qu'il avait développés pour Raster Blaster.
Mais en 1983, l'arène de l'édition de jeux informatiques était devenu trop complexe pour Budge, qui ne voulait pas vraiment être un entrepreneur. Lorsqu'il fut approché par le fondateur d'Electronic Arts (EA), Trip Hawkins (qu'il avait déjà rencontré lorsqu'ils ont travaillé chez Apple), pour publier ses jeux, ils discutèrent de l'idée avec Steve Wozniak[réf. nécessaire] et signèrent. Avec sa distribution par EA, Pinball Construction Set se vendit à 300 000 exemplaires toutes plateformes confondues. EA fit de la publicité pour Budge et pour d'autres développeurs précoces d'EA via des photographies publicitaires de Norman Seeff, une apparition de Budge dans Computer Chronicles avec Hawkins, et des visites d'auteur dans des magasins informatiques et dans des grands magasins.
Peu après, Budge dissolut BudgeCo. Il dit que cela fut un peu un soulagement pour lui, vu qu'il était vraiment juste un programmeur et n'était pas intéressé à l'idée d'être un entrepreneur.
Après Pinball Construction Set, Budge tenta de créer un « jeu de construction de jeu de construction », mais abandonna l'idée après avoir déterminé que ce concept était trop complexe. Le fait de recevoir des redevances signifiait qu'il n'avait pas à travailler, et EA renonça éventuellement à demander un autre projet à Budge.

## MousePaint
Budge écrivit MousePaint, un programme pour l'Apple II similaire au programme MacPaint sur Macintosh. MousePaint fut inclus avec une souris Apple Mouse II et une carte d'interface pour Apple II. Apple Computer sortit la souris et le logiciel en mai 1984.
Un critique de BYTE affirma en décembre 1984 qu'il avait fait bien moins d'erreurs en utilisant une souris Apple avec MousePaint qu'en utilisant la tablette graphique KoalaPad avec son logiciel. Il trouva que MousePaint était plus facile à utiliser et plus efficace, et prédit que la souris recevrait plus de support logiciel que la tablette.

## Après EA
Budge fit un portage de Pinball Construction Set vers la Mega Drive, qui fut publié par Electronic Arts en 1993 sous le nom de Virtual Pinball. Dix tables peuvent être sauvegardées, mais ne peuvent être partagées avec d'autres joueurs.
Peu après, Budge travailla chez 3DO, créant un moteur 3D pour Blade Force. Il y resta pendant neuf ans jusqu'à sa cessation en 2003. Budge revint chez EA mais n'y resté que pendant moins de deux ans. Il joignit Sony Computer Entertainment en 2004 en tant que programmeur principal d'outils. Budge partit de chez Sony après six ans pour Google en 2010. Budge se retira de chez Google en janvier 2022,.

## Vie privée
Budge et sa femme vivent dans la région de la baie de San Francisco et ont deux enfants, Natalie et Andrew.

## Prix
En 2008, Pinball Construction Set fut honoré lors de la 59ème cérémonie annuelle des Emmy Awards de la technologie et de l’ingénierie avec le prix "User Generated Content/Game Modification". Budge accepta le prix.
Le 10 février 2011, Budge fut le second récipiendaire du Pioneer Award de l'organisation Academy of Interactive Arts & Sciences.
Pinball Construction Set est un intronisé du GameSpy's Hall of Fame.

## Jeux créés
| Année       | Titre                         | Remarques |
| ----------- | ----------------------------- | --- |
| Années 1970 | Penny Arcade                  | Un clone de Pong. Ce jeu est inclus dans la compilation The Apple Tapes: Introductory Programs for the Apple II plus en 1979. |
| 1979        | Tranquility Base              | Un clone de Lunar Lander. |
| 1980        | Bill Budge's Trilogy of Games | Comprend les jeux Night Driver, Space War et Pinball                                                                          |
| 1980        | Bill Budge's Space Album      | Death Star, Asteroids, Tail Gunner, et Solar Shootout                                                                         |
| 1981        | 3-D Game Tool                 | |
| 1981        | Raster Blaster                | |
| 1982        | Pinball Construction Set      | |
| 1984        | MousePaint                    | |
| 1993        | Virtual Pinball               | Un portage de Pinball Construction Set sur Mega Drive                                                                         |

Source: MobyGames